# Acalypha communis
Acalypha communis é uma espécie de flor do gênero Acalypha, pertencente à família Euphorbiaceae.